# Хелмбрехтс
Хелмбрехтс (њем. Helmbrechts) град је у њемачкој савезној држави Баварска. Једно је од 27 општинских средишта округа Хоф. Према процјени из 2010. у граду је живјело 9.091 становника. Посједује регионалну шифру (AGS) 9475136.

## Географски и демографски подаци
Хелмбрехтс се налази у савезној држави Баварска у округу Хоф. Град се налази на надморској висини од 616 метара. Површина општине износи 58,6 km². У самом граду је, према процјени из 2010. године, живјело 9.091 становника. Просјечна густина становништва износи 155 становника/km².